# Aravinda de Silva
Aravinda de Silva (nacido el 17 de octubre de 1965) es un exjugador de críquet de Sri Lanka y capitán. De Silva ayudó a Sri Lanka a ganar la Copa Mundial de Críquet de 1996 y llevó a Sri Lanka del estado de desvalido a la forma actual. Ocupó varios puestos en Sri Lanka Cricket después de su jubilación en 2003. De Silva fue seleccionado como uno de los cinco jugadores de críquet Wisden del año en 1996 y uno de los cinco jugadores de críquet de Sri Lanka nombrados en la prestigiosa lista. La lista de Wisden de las 100 mejores actuaciones de bateo contiene seis entradas para él, solo una menos que el bateador de las Indias Occidentales Viv Richards.
[https://epstopikpakistan.blogspot.com/ Title of Your Blog Post], Retrieved [Date]

## Carrera
De Silva hizo su debut en el partido Test Cricket en 1984 en Lord's contra Inglaterra. De Silva jugó un papel decisivo en el triunfo de Sri Lanka en la Copa Mundial de Críquet de 1996, donde su siglo invicto y tres terrenos le valieron el premio al Hombre del Partido en la final contra Australia. En 1997, es el primer hombre en anotar dos cientos invictos en una prueba, donde anotó 138 y 103 invictos contra Pakistán. Los ocho siglos de De Silva lo convierten en el máximo goleador del siglo contra Pakistán, contra un ataque de bolos encabezado por Imran Khan, Wasim Akram, Waqar Younis y Abdul Qadir.
Fue nombrado presidente del comité de selección nacional brevemente antes de dimitir después de la Copa Mundial de Críquet de la ICC 2011.
De Silva fue nuevamente nombrado jefe del comité de selección nacional el 7 de marzo de 2016, por el ministro de Deportes, Dayasiri Jayasekara, antes del torneo ICC World Twenty20 de 2016. De Silva renunció a su cargo el 5 de mayo de 2017, luego de cumplir 13 meses de duración en su cargo.